# Österreichischer Volleyball-Cup 2018/19 (Frauen)
Der Österreichische Volleyball-Cup der Frauen wird in der Saison 2018/19 vom Österreichischen Volleyballverband zum 39. Mal ausgespielt und begann am 5. Oktober 2018 mit der ersten Runde und endete am 23. Februar 2019 mit dem Finale. Der Pokal ging an den ASKÖ Linz Steg.

## Teilnehmende Mannschaften
Für den österreichischen Volleyball-Cup haben sich anhand der Teilnahme der Ligen der Saison 2018/19 folgende 28 Mannschaften, die nach der Saisonplatzierung der Austrian Volley League Women 2017/18, der 2. Bundesliga Nord 2017/18 und der 2. Bundesliga Süd 2017/18 geordnet sind, qualifiziert. Teams, die als durchgestrichen gekennzeichnet sind, nahmen am Wettbewerb aus diversen Gründen nicht am Wettbewerb teil oder sind die erste Mannschaften und spielten daher nicht um den Pokal mit. Weiters konnten noch der Landescupsieger, der Landesmeister oder deren Vertreter der Saison 2017/18 teilnehmen.
| Austrian Volley League Women (10) | 2. Bundesliga Meisterrunde (6) |
| --- | --- |
| - UVC Graz (ST) (M) (C) - SG Wildcats Klagenfurt (K) - ASKÖ Linz Steg (OÖ) - VC Tirol (T) - SG VB NÖ Sokol/Post (NÖ) - SG Volleys Perg/Schwertberg (NÖ) - PSV VBG Salzburg (S) - SG VBV Trofaiach/WSV Eisenerz (ST) - TI-volley (T) - TSV Hartberg (ST) | - SU Union Inzing (T) - SG Union Bisamberg/Hollabrunn (NÖ) - Union West-Wien (W) - ATSE Graz (ST) - Volleys Brückl (K) - SSV HIB Liebenau (ST) - UVC Mank (NÖ) - Union volleyteam Südstadt (NÖ) |
| Frühjahrsdurchgang | |
| 2. Bundesliga Nord (4) | 2. Bundesliga Süd (4) |
| - SU Hotvolleys Ybbs (NÖ) - VC Dornbirn (V) - TV Oberndorf (V) (N) - UVV Seekirchen (S) - VC Mils (T) - TI-volley II (T) | - VBC Krottendorf (ST) - Volleys Jennersdorf (B) - ATSC Wildcats Klagenfurt II (K) - UVC Graz II (S) - VBK Klagenfurt (K) - ASKÖ Villach (K)                                                    |
| Landescupsieger und Landesmeister (4) | |
| - VC Hausmannstätten (ST) - ASKÖ Purgstall (NÖ) | - VT Roadrunners Wien (W) - VBK Wolfsberg (K) |
| Erläuterungen Länderkürzel: (B): Burgenland, (K): Kärnten, (OÖ): Oberösterreich, (NÖ): Niederösterreich, (S): Salzburg, (ST): Steiermark, (T): Tirol, (W): Wien, (V): Vorarlberg                                                                        | |

| (M) | amtierender Meister      |
| (C) | amtierender Cupsieger    |
| (N) | Neuaufsteiger der Saison |

## Turnierverlauf

### Vorrunde
| Datum             | Team 1              | Team 2                        | Ergebnis                                |
| ----------------- | ------------------- | ----------------------------- | --------------------------------------- |
| 05.10.2018, 18:30 | Volleys Jennersdorf | UVC Graz                      | 0:3 (18:25, 20:25, 18:25)               |
| 07.10.2018, 14:00 | UVV Seekirchen      | VC Tirol                      | 1:3 (23:25, 16:25, 25:18, 24:26)        |
| 07.10.2018, 14:30 | VT Roadrunners Wien | SG VB NÖ Sokol/Post           | 0:3 (8:25, 25:27, 16:25)                |
| 07.10.2018, 15:00 | UVC Mank            | ASKÖ Linz Steg                | 0:3 (12:25, 17:25, 15:25)               |
| 07.10.2018, 15:00 | Union Inzing        | PSV VBG Salzburg              | 3:0 (25:11, 25:10, 25:10)               |
| 07.10.2018,15:00  | SSV HIB Liebenau    | ATSE Graz                     | 2:3 (5:25, 25:21, 25:21, 25:27, 12:15)  |
| 07.10.2018, 15:00 | VC Hausmannstätten  | VBC Krottendorf               | 3:0 (25:14, 25:16, 25:16)               |
| 07.10.2018, 15:30 | VBK Klagenfurt      | ATSC Wildcats Klagenfurt      | 0:3 (13:25, 14:25, 22:25)               |
| 07.10.2018, 16:00 | SG ASKÖ Villach     | SG VBV Trofaiach/WSV Eisenerz | 0:3 (12:25, 19:25, 23:25)               |
| 07.10.2018, 16:00 | ASKÖ Purgstall      | SG Union Bisamberg/Hollabrunn | 2:3 (25:20, 21:25, 22:25, 25:23, 13:15) |
| 07.10.2018, 16:00 | TV Oberndorf        | VC Dornbirn                   | 1:3 (22:25, 27:29, 25:21, 26:28)        |
| 07.10.2018, 16:30 | VBK Wolfsberg       | Volleys Brückl                | 1:3 (13:25, 25:20, 14:25, 20:25)        |

### Achtelfinale
Folgende vier Vereine steigen in das Achtelfinale ein (keine genauen Informationen):
TSV Hartberg, SG Volleys Perg/Schwertberg, TI-volley und SU Hotvolleys Ybbs.
| Datum             | Team 1             | Team 2                        | Ergebnis                                |
| ----------------- | ------------------ | ----------------------------- | --------------------------------------- |
| 19.10.2018, 20:30 | Union Inzing       | TI-volley                     | 2:3 (26:24, 25:23, 16:25, 18:25, 13:15) |
| 21.10.2018, 15:00 | VC Tirol           | SG VBV Trofaiach/WSV Eisenerz | 2:3 (25:19, 25:18, 18:25, 25:27, 7:15)  |
| 21.10.2018, 15:00 | SU Hotvolleys Ybbs | ATSC Wildcats Klagenfurt      | 1:3 (15:25, 10:25, 25:20, 24:26)        |
| 21.10.2018, 15:00 | VC Dornbirn        | SG VB NÖ Sokol/Post           | 0:3 (13:25, 11:25, 15:25)               |
| 21.10.2018, 16:00 | Volleys Brückl     | SG Union Bisamberg/Hollabrunn | 1:3 (22:25, 25:18, 20:25, 19:25)        |
| 21.10.2018, 16:00 | ATSE Graz          | SG Volleys Perg/Schwertberg   | 0:3 (22:25, 18:25, 19:25)               |
| 21.10.2018, 17:00 | TSV Hartberg       | ASKÖ Linz Steg                | 0:3 (15:25, 13:25, 20:25)               |
| 21.10.2018, 17:00 | VC Hausmannstätten | UVC Graz                      | 0:3 (17:25, 12:25, 14:25)               |

### Viertelfinale
| Datum             | Team 1                      | Team 2                        | Ergebnis                               |
| ----------------- | --------------------------- | ----------------------------- | -------------------------------------- |
| 14.11.2018, 20:00 | UVC Graz                    | SG VBV Trofaiach/WSV Eisenerz | 3:0 (25:15, 25:21, 25:19)              |
| 18.11.2018, 16:00 | TI-volley                   | ATSC Wildcats Klagenfurt      | 0:3 (13:25, 19:25, 14:25)              |
| 18.11.2018, 17:00 | SG Volleys Perg/Schwertberg | SG Union Bisamberg/Hollabrunn | 3:0 (25:21, 25:15, 25:14)              |
| 18.11.2018, 18:00 | SG VB NÖ Sokol/Post         | ASKÖ Linz Steg                | 2:3 (25:23, 25:15, 15:25, 15:25, 9:15) |

### Halbfinale
| Datum             | Team 1                      | Team 2                   | Ergebnis                               |
| ----------------- | --------------------------- | ------------------------ | -------------------------------------- |
| 22.02.2019, 16:00 | SG Volleys Perg/Schwertberg | ATSC Wildcats Klagenfurt | 0:3 (20:25, 20:25, 15:25)              |
| 22.02.2019, 20:00 | ASKÖ Linz Steg              | UVC Graz                 | 3:2 (25:19, 19:25, 20:25, 25:23, 15:6) |

### Finale
| Datum             | Team 1                   | Team 2         | Ergebnis                  |
| ----------------- | ------------------------ | -------------- | ------------------------- |
| 23.02.2019, 17:25 | ATSC Wildcats Klagenfurt | ASKÖ Linz Steg | 0:3 (16:25, 19:25, 14:25) |